# Eupithecia sincera
Eupithecia sincera là một loài bướm đêm trong họ Geometridae.